# 이애리수
이애리수(李愛利秀, 1910년 1월 1일 ~ 2009년 3월 31일)는 일제강점기의 연극배우 겸 가수이다.

## 생애
경기도 개성 출신으로 본명은 이음전(李音全)이다. 한때 본명이 이보전(李普全)으로 알려졌으나 잘못된 것이다. '애리수'라는 예명은 서양 이름 '앨리스'를 음차한 것이라 이애리스라고 표기되기도 했다.
어린 시절에 대해서는 잘 알려져 있지 않으나 가난한 가정에서 태어나 9세 때부터 배우로 활동했던 것으로 전해진다. 외삼촌이 연극배우라 순회 극단에 들어가게 된 것으로 알려졌다. 이애리수는 신극좌, 민중극단, 취성좌 등에서 아역 배우로 활동하면서 점차 유명한 여배우로 성장했고, 조선연극사, 연극시장 등 흥행극단에서 주연을 맡게 되었다.
이 시기는 대중가요 시장이 성숙하지 않아 배우가 가수를 겸하던 때였다. 인기 배우였던 이애리수도 막간 가수로 활동하다가 자연스럽게 음반을 취입하였다. 1931년에 컬럼비아 레코드에서 부른 〈메리의 노래〉, 〈라인강〉, 〈부활〉 등 번안곡이 정식 데뷔곡이다.
1932년에 빅타레코드로 옮긴 뒤 발표한 전수린 작곡의 〈황성의 적〉이 공전의 히트를 기록하여 대중가요사에 이름을 남기게 되었다. 이애리수의 고향인 개성의 만월대를 소재로 삼아 나라 잃은 슬픔을 그린 이 노래는 1920년대에 만들어져 이애리수가 연극 공연 중 막간에 부르면서 크게 유행하였고, 이때 정식으로 발매된 것이었다. 이 노래는 〈황성옛터〉로 제목이 변경되어 오랫동안 불리고 있다.
이애리수는 전문 가수가 아니었기 때문에 진성의 소박한 가창법으로 노래하였고, 1930년대 중반부터 본격적인 전문 여가수들이 등장하면서 인기가 수그러들었다. 이 무렵 두 번이나 음독자살 소동을 벌인 끝에 결혼과 출산을 거치며 연예계에서 완전히 은퇴하였다.
은퇴한 뒤 소식이 끊어지며 한 때 사망한 것으로 알려져 오다가 2008년 일산의 한 요양원에서 생존하고 있다는 사실이 확인되기도 했다.
2009년 3월 31일 100세에 단 1년만을 남겨두고 노환으로 별세했다.

## 참고자료
- 강옥희,이영미,이순진,이승희 (2006년 12월 15일). 《식민지시대 대중예술인 사전》. 서울: 소도. 265~266쪽쪽. ISBN 9788990626264.